# Jolanda Neff
Jolanda Neff (Sankt Gallen, 5 de gener de 1993) és una ciclista suïssa que combina les curses en carretera amb el ciclisme de muntanya especialment en la disciplina de marató i a la de camp a través.

## Palmarès en ciclisme de muntanya
- 2011
  -  Campiona d'Europa júnior en Camp a través
- 2012
  -  Campiona del món sub-23 en Camp a través
  -  Campiona d'Europa sub-23 en Camp a través
  -  Campiona de Suïssa en Camp a través per eliminació
- 2013
  -  Campiona del món sub-23 en Camp a través
  -  Campiona de Suïssa en Camp a través per eliminació
- 2014
  -  Campiona del món sub-23 en Camp a través
  - 1a a la Copa del món en Camp a través
  -  Campiona de Suïssa en Camp a través
- 2015
  - Medalla d'or als Jocs Europeus en Camp a través
  -  Campiona d'Europa en Camp a través
  - 1a a la Copa del món en Camp a través
- 2016
  -  Campiona del món en Marató
  -  Campiona d'Europa en Camp a través
  -  Campiona d'Europa en Camp a través per relleus (amb Marcel Guerrini, Vital Albin i Lars Forster)
  -  Campiona de Suïssa en Camp a través
- 2017
  -  Campiona del món en Camp a través
  -  Campiona del món en Camp a través per relleus (amb Filippo Colombo, Joel Roth, Sina Frei i Nino Schurter)
  -  Campiona de Suïssa en Camp a través
- 2018
  -  Campiona del món en Camp a través per relleus
  -  Campiona d'Europa en Camp a través
  -  Campiona de Suïssa en Camp a través
- 2019
  -  Campiona d'Europa en Camp a través
- 2020
  -  Campiona de Suïssa en Camp a través
- 2021
  -  Medalla d'or als Jocs Olímpics del 2016 en Camp a través
  -  Campiona de Suïssa en Camp a través
- 2022
  -  Campiona de Suïssa en pista curta

## Palmarès en ruta
- 2015
  -  Campiona de Suïssa en ruta
- 2016
  - 1a a la Volta a Polònia i vencedora de 2 etapes
- 2018
  -  Campiona de Suïssa en ruta
- 2023
  - 1a al Trofeu Ponente in Rosa i vencedora de 2 etapes